# 天蝎座V915
天蝎座V915，又名CD-3911212，HD 155603、SAO 208569、HR 6392，是天蝎座的一颗恒星，视星等为6.6，位于銀經347.43，銀緯-0.62，其B1900.0坐标为赤經17h 7m 31.8s，赤緯-39° -0.62′ 54″。